# Olszanka (gromada w powiecie augustowskim)
Olszanka – dawna gromada, czyli najmniejsza jednostka podziału terytorialnego Polskiej Rzeczypospolitej Ludowej w latach 1954–1972.
Gromady, z gromadzkimi radami narodowymi (GRN) jako organami władzy najniższego stopnia na wsi, funkcjonowały od reformy reorganizującej administrację wiejską przeprowadzonej jesienią 1954 do momentu ich zniesienia z dniem 1 stycznia 1973, tym samym wypierając organizację gminną w latach 1954–1972.
Gromadę Olszanka z siedzibą GRN w Olszance utworzono – jako jedną z 8759 gromad – w powiecie augustowskim w woj. białostockim, na mocy uchwały nr 10/V WRN w Białymstoku z dnia 4 października 1954. W skład jednostki weszły obszary dotychczasowych gromad Olszanka, Pijawne Polskie, Pijawne Ruskie, Osińska Buda, Józefowo, Barszczowa Góra, Juryzdyka i Cisówek ze zniesionej gminy Szczebro Olszanka w tymże powiecie. Dla gromady ustalono 11 członków gromadzkiej rady narodowej.
Gromadę Olszanka zniesiono 1 stycznia 1972, a jej obszar włączono do gromady Nowinka.
Zobacz też: gmina Szczebro-Olszanka